# Порто Ново
Порто Ново (на френски: Porto-Novo) е столицата на африканската държава Бенин. Градът е втори по големина в страната, а най-голям е Котоноу. В региона около града се отглеждат палмово масло и памук. През 90-те години на XX век в околността е открит петрол. Населението на селището през 2002 е 223 552 души.
В миналото града се е казвал Аятче и е бил столица на кралство Ая.

## Забележителности
- Етнографски музей Порто Ново – богата колекция от традиционни маски Yoruba и предмети от историята на Бенин.
- Палатът на Крал Тофа – показва животът на кралския елит в миналото
- Музей Да Силва
- Палатът на губернаторът

Други забележителности са църквата в бразилски стил, която сега е джамия и Институтът за висши науки на Бенин. Стад Муниципал и Стад Шарл де Гол са двата най-големи стадиони в града.